# Elmira Huseynova
Elmira Mehrali gizi Huseynova (en azerí: Elmira Mehralı qızı Hüseynova; Bakú; 12 de febrero de 1933-Bakú, 23 de enero de 1995) fue una de escultora y retratista de Azerbaiyán.

## Biografía
Elmira Huseynova nació el 12 de febrero de 1933 en la ciudad de Bakú. Desde pequeña ella quería ser artista. Estudió en el Colegio Estatal de Arte en nombre de Azim Azimzade y se graduó en  1954. Después continuó su educación en la Academia Imperial de las Artes y  se graduó de la academia en 1960.
Elmira Huseynova se casó con Togrul Narimanbekov, Artista del Pueblo de Azerbaiyán, y tuvo una hija llamada Asmar Narimanbekova, Artista de Honor de Azerbaiyán, profesor de la Academia Estatal de Artes de Azerbaiyán.
Elmira Huseynov fue más conocida por sus enormes obras de escultura en monumentos y su originalidad en la composición. Algunas de sus piezas más destacadas incluyen “La chica” (1957), “La familia” (1960) y “La madre” (1970). Creó las esculturas de Yafar Yabbarlí (1968) y Rasul Rza (1970), así como un bajorrelieve de Lev Landáu y un monumento a Hasan bey Zardabi (1983).
Elmira Huseynova se falleció el 23 de enero de 1995 en la ciudad de Bakú.